# Atletismo nos Jogos Olímpicos de Verão de 2024 - 1500 m masculino

Vídeo Oficial

A competição dos 1500 metros masculino do atletismo nos Jogos Olímpicos de Verão de 2024 ocorreu entre 2 e 6 de agosto de 2024 no Stade de France, em Paris.
Os Estados Unidos tiveram dois atletas no pódio, o medalhista de ouro Cole Hocker (3min27s65) e o de bronze Yared Nuguse (3min27s80). A prata ficou com o britânico Josh Kerr (3min27s79).

## Resumo
As baterias da primeira rodada foram vencidas por Josh Kerr, Ermias Girma e Stefan Nillessen. Já os vencedores das rodadas de repescagem foram Cathal Doyle e Federico Riva.
Dois norte-americanos fizeram a dobradinha na primeira semifinal, com Yared Nuguse em primeiro e Hobbs Kessler em segundo. Os outros classificados da bateria foram Neil Gourley, Niels Laros, Timothy Cheruiyot e Narve Gilje Nordås. Já a outra semifinal foi vencida por Jakob Ingebrigtsen, com Josh Kerr chegando em segundo. Os outros classificados foram Cole Hocker, Brian Komen, Stefan Nillessen e Pietro Arese. Nenhum dois classificados da repescagem passou para a final.
Na final, Jakob Ingebrigtsen assumiu a liderança logo no início, com Brian Komen em segundo e Josh Kerr em terceiro, acompanhados de perto de	Timothy Cheruiyot, Hobbs Kessler, Yared Nuguse e Cole Hocker. Após os 800 m iniciais, Brian Komen foi perdendo o ritmo, passando para último ao chegar nos 1200 m, posição que manteve até o final. Após percorrerem 1100 m, cruzaram a linha de chegada para a última volta. Nesse momento, Ingebrigtsen mantinha a liderança, seguido por Timothy Cheruiyot e Josh Kerr, com Cole Hocker e Yared Nuguse dividindo a quarta posição. Na metade da última volta, Cheruiyot já havia caído para a quinta posição, e foi sendo ultrapassado pelos outros adversários até chegar em décimo primeiro no final, só à frente de seu compatriota queniano.
Nos últimos 100 m, Jakob Ingebrigtsen foi ultrapassado por Josh Kerr por fora e por Cole Hocker por dentro, sendo ultrapassado por Yared Nuguse posteriormente. Perto da linha de chegada, Cole Hocker passou Josh Kerr e cruzou na liderança, levando a medalha de ouro, estabelecendo o novo recorde olímpico. Yared Nuguse se aproximou de Josh Kerr, mas não conseguiu ultrapassar o atleta britânico. Assim, Josh Kerr ficou com a prata, batendo o recorde nacional e Yared Nuguse com o bronze, fazendo sua melhor marca pessoal. Jakob Ingebrigtsen, o favorito para o ouro, acabou sem medalha na quarta posição. Hobbs Kessler ficou em quinto (melhor marca pessoal), Niels Laros em sexto (recorde nacional e recorde europeu sub20), Narve Gilje Nordås em sétimo (melhor tempo da temporada), Pietro Arese em oitavo (recorde italiano), Stefan Nillessen em nono (melhor marca pessoal) e Neil Gourley na décima posição, com os quenianos nas últimas posições.

## Histórico
Os 1500 metros masculino estão presentes no programa de atletismo olímpico desde a edição de 1896.
| Tipo                | Atleta                   | Tempo   | Local               | Data                |
| ------------------- | ------------------------ | ------- | ------------------- | ------------------- |
| Recorde mundial     | Hicham El Guerrouj (MAR) | 3:26.00 | Roma, Itália        | 14 de julho de 1998 |
| Recorde olímpico    | Jakob Ingebrigtsen (NOR) | 3:28.32 | Tóquio, Japão       | 7 de agosto de 2021 |
| Melhor marca do ano | Jakob Ingebrigtsen (NOR) | 3:26.73 | Fontvieille, Mônaco | 12 de julho de 2024 |

| Área                               | Atleta                   | Tempo   |
| ---------------------------------- | ------------------------ | ------- |
| África                             | Hicham El Guerrouj (MAR) | 3:26.00 |
| Ásia                               | Rashid Ramzi (BHR)       | 3:29.14 |
| Europa                             | Jakob Ingebrigtsen (NOR) | 3:26.73 |
| América do Norte, Central e Caribe | Yared Nuguse (USA)       | 3:29.02 |
| Oceania                            | Oliver Hoare (AUS)       | 3:29.41 |
| América do Sul                     | Hudson de Souza (BRA)    | 3:33.25 |

## Qualificação
Para o evento masculino dos 1500 metros, o período de qualificação foi entre os dias 1 de julho de 2023 e 30 de junho de 2024. Até 45 atletas poderiam se classificar para essa prova, com um máximo de três atletas por país. O atleta poderia se qualificar para os Jogos Olímpicos caso atingisse o índice olímpico de 3min33s50 ou através do Ranking Mundial de Atletismo.

## Resultados

### Primeira rodada
As baterias da primeira rodada foram realizadas em 2 de agosto, começando às 11:10 (UTC+2). Os seis primeiros de cada eliminatória (Q) avançavam para a semifinal, os demais avançavam para a rodada de repescagem (exceto DNS, DNF, DQ).

#### Bateria 1
| Pos.   | Atleta             | CON                | Tempo   | Notas |
| ------ | ------------------ | ------------------ | ------- | ----- |
| 1      | Josh Kerr          | GBR Grã-Bretanha   | 3:35.83 | Q,    |
| 2      | Brian Komen        | KEN Quênia         | 3:36.31 | Q     |
| 3      | Narve Gilje Nordås | NOR Noruega        | 3:36.41 | Q     |
| 4      | Anass Essayi       | MAR Marrocos       | 3:36.44 | Q     |
| 5      | Yared Nuguse       | USA Estados Unidos | 3:36.56 | Q     |
| 6      | Robert Farken      | GER Alemanha       | 3:36.62 | Q     |
| 7      | Jochem Vermeulen   | BEL Bélgica        | 3:36.66 |       |
| 8      | Samuel Pihlström   | SWE Suécia         | 3:36.80 |       |
| 9      | Cathal Doyle       | IRL Irlanda        | 3:37.82 |       |
| 10     | Mario García       | ESP Espanha        | 3:37.90 |       |
| 11     | Filip Rak          | POL Polônia        | 3:38.12 |       |
| 12     | Ryan Mphahlele     | RSA África do Sul  | 3:38.48 |       |
| 13     | Oliver Hoare       | AUS Austrália      | 3:39.11 |       |
| 14     | Abdisa Fayisa      | ETH Etiópia        | 3:39.67 |       |
| 15     | Ossama Meslek      | ITA Itália         | 3:39.96 |       |
| Fonte: |                    |                    |         |       |

#### Bateria 2
| Pos.   | Atleta                      | CON                | Tempo   | Notas |
| ------ | --------------------------- | ------------------ | ------- | ----- |
| 1      | Ermias Girma                | ETH Etiópia        | 3:35.21 | Q     |
| 2      | Cole Hocker                 | USA Estados Unidos | 3:35.27 | Q     |
| 3      | Pietro Arese                | ITA Itália         | 3:35.30 | Q     |
| 4      | Niels Laros                 | NED Países Baixos  | 3:35.38 | Q,    |
| 5      | Timothy Cheruiyot           | KEN Quênia         | 3:35.39 | Q     |
| 6      | Isaac Nader                 | POR Portugal       | 3:35.44 | Q     |
| 7      | Marius Probst               | GER Alemanha       | 3:35.65 |       |
| 8      | Luke McCann                 | IRL Irlanda        | 3:35.73 |       |
| 9      | Adel Mechaal                | ESP Espanha        | 3:35.81 |       |
| 10     | George Mills                | GBR Grã-Bretanha   | 3:35.99 |       |
| 11     | Stewart Mcsweyn             | AUS Austrália      | 3:36.55 |       |
| 12     | Ruben Verheyden             | BEL Bélgica        | 3:36.62 |       |
| 13     | Tshepo Tshite               | RSA África do Sul  | 3:36.87 |       |
| 14     | Charles Philibert-Thiboutot | CAN Canadá         | 3:36.92 |       |
| 15     | Maël Gouyette               | FRA França         | 3:37.87 |       |
| Fonte: |                             |                    |         |       |

#### Bateria 3
| Pos.   | Atleta                     | CON                | Tempo   | Notas |
| ------ | -------------------------- | ------------------ | ------- | ----- |
| 1      | Stefan Nillessen           | NED Países Baixos  | 3:36.77 | Q     |
| 2      | Hobbs Kessler              | USA Estados Unidos | 3:36.87 | Q     |
| 3      | Jakob Ingebrigtsen         | NOR Noruega        | 3:37.04 | Q     |
| 4      | Reynold Kipkorir Cheruiyot | KEN Quênia         | 3:37.12 | Q     |
| 5      | Neil Gourley               | GBR Grã-Bretanha   | 3:37.18 | Q     |
| 6      | Samuel Tefera              | ETH Etiópia        | 3:37.34 | Q     |
| 7      | Ignacio Fontes             | ESP Espanha        | 3:37.50 |       |
| 8      | Adam Spencer               | AUS Austrália      | 3:37.68 |       |
| 9      | Azeddine Habz              | FRA França         | 3:37.95 |       |
| 10     | Kieran Lumb                | CAN Canadá         | 3:38.11 |       |
| 11     | Raphael Pallitsch          | AUT Áustria        | 3:38.20 |       |
| 12     | Maciej Wyderka             | POL Polônia        | 3:38.79 |       |
| 13     | Sam Tanner                 | NZL Nova Zelândia  | 3:39.87 |       |
| 14     | Federico Riva              | ITA Itália         | 3:41.78 |       |
| 15     | Andrew Coscoran            | IRL Irlanda        | 3:42.07 |       |
| Fonte: |                            |                    |         |       |

### Repescagem
A repescagem foi realizada em 3 de agosto, começando às 19h05 (UTC+2). Os três primeiros de cada bateria de repescagem (Q) avançavam para a semifinal.

#### Bateria 1
| Pos.   | Atleta            | CON               | Tempo   | Notas |
| ------ | ----------------- | ----------------- | ------- | ----- |
| 1      | Cathal Doyle      | IRL Irlanda       | 3:34.92 | Q     |
| 2      | Azeddine Habz     | FRA França        | 3:35.10 | Q     |
| 3      | Ossama Meslek     | ITA Itália        | 3:35.32 | Q     |
| 4      | Tshepo Tshite     | RSA África do Sul | 3:35.35 |       |
| 5      | Kieran Lumb       | CAN Canadá        | 3:35.76 |       |
| 6      | Jochem Vermeulen  | BEL Bélgica       | 3:36.14 |       |
| 7      | Luke McCann       | IRL Irlanda       | 3:36.50 |       |
| 8      | Marius Probst     | GER Alemanha      | 3:36.54 |       |
| 9      | Maciej Wyderka    | POL Polônia       | 3:36.79 |       |
| 10     | Abdisa Fayisa     | ETH Etiópia       | 3:36.82 |       |
| 11     | Mario García      | ESP Espanha       | 3:37.01 |       |
| 12     | Stewart Mcsweyn   | AUS Austrália     | 3:37.49 |       |
| 13     | Raphael Pallitsch | AUT Áustria       | 3:39.32 |       |
| Fonte: |                   |                   |         |       |

#### Bateria 2
| Pos.   | Atleta                      | CON               | Tempo   | Notas                |
| ------ | --------------------------- | ----------------- | ------- | -------------------- |
| 1      | Federico Riva               | ITA Itália        | 3:32.84 | Q,                   |
| 2      | Charles Philibert-Thiboutot | CAN Canadá        | 3:33.53 | Q,                   |
| 3      | George Mills                | GBR Grã-Bretanha  | 3:33.56 | Q                    |
| 4      | Samuel Pihlström            | SWE Suécia        | 3:33.58 | Recorde pessoal      |
| 5      | Oliver Hoare                | AUS Austrália     | 3:34.00 |                      |
| 6      | Adam Spencer                | AUS Austrália     | 3:34.45 | Recorde da temporada |
| 7      | Filip Rak                   | POL Polônia       | 3:34.53 |                      |
| 8      | Ignacio Fontes              | ESP Espanha       | 3:35.04 |                      |
| 9      | Maël Gouyette               | FRA França        | 3:35.42 |                      |
| 10     | Ruben Verheyden             | BEL Bélgica       | 3:36.06 |                      |
| 11     | Ryan Mphahlele              | RSA África do Sul | 3:36.64 |                      |
| 12     | Andrew Coscoran             | IRL Irlanda       | 3:39.45 |                      |
| 13     | Sam Tanner                  | NZL Nova Zelândia | 3:40.71 |                      |
| 14     | Adel Mechaal                | ESP Espanha       | 3:42.79 |                      |
| Fonte: |                             |                   |         |                      |

### Semifinais
As semifinais foram realizadas em 4 de agosto, começando às 21h15 (UTC+2). Os seis primeiros de cada bateria (Q) avançavam para a final.

#### Bateria 1
| Pos.   | Atleta                      | CON                | Tempo   | Notas           |
| ------ | --------------------------- | ------------------ | ------- | --------------- |
| 1      | Yared Nuguse                | USA Estados Unidos | 3:31.72 | Q               |
| 2      | Hobbs Kessler               | USA Estados Unidos | 3:31.97 | Q               |
| 3      | Neil Gourley                | GBR Grã-Bretanha   | 3:32.11 | Q               |
| 4      | Niels Laros                 | NED Países Baixos  | 3:32.22 | Q               |
| 5      | Timothy Cheruiyot           | KEN Quênia         | 3:32.30 | Q               |
| 6      | Narve Gilje Nordås          | NOR Noruega        | 3:32.34 | Q               |
| 7      | Anass Essayi                | MAR Marrocos       | 3:32.49 | Recorde pessoal |
| 8      | Ossama Meslek               | ITA Itália         | 3:32.77 | Recorde pessoal |
| 9      | Samuel Tefera               | ETH Etiópia        | 3:33.02 |                 |
| 10     | Cathal Doyle                | IRL Irlanda        | 3:33.15 | Recorde pessoal |
| 11     | Charles Philibert-Thiboutot | CAN Canadá         | 3:33.29 |                 |
| 12     | Azeddine Habz               | FRA França         | 3:34.35 |                 |
| Fonte: |                             |                    |         |                 |

#### Bateria 2
| Pos.   | Atleta                     | CON                | Tempo   | Notas |
| ------ | -------------------------- | ------------------ | ------- | ----- |
| 1      | Jakob Ingebrigtsen         | NOR Noruega        | 3:32.38 | Q     |
| 2      | Josh Kerr                  | GBR Grã-Bretanha   | 3:32.46 | Q     |
| 3      | Cole Hocker                | USA Estados Unidos | 3:32.54 | Q     |
| 4      | Brian Komen                | KEN Quênia         | 3:32.57 | Q     |
| 5      | Stefan Nillessen           | NED Países Baixos  | 3:32.73 | Q,    |
| 6      | Pietro Arese               | ITA Itália         | 3:33.03 | Q     |
| 7      | Robert Farken              | GER Alemanha       | 3:33.35 |       |
| 8      | Isaac Nader                | POR Portugal       | 3:34.75 |       |
| 9      | Federico Riva              | ITA Itália         | 3:35.26 |       |
| 10     | Reynold Kipkorir Cheruiyot | KEN Quênia         | 3:35.32 |       |
| 11     | George Mills               | GBR Grã-Bretanha   | 3:37.12 |       |
| 12     | Ermias Girma               | ETH Etiópia        | 3:40.27 |       |
| Fonte: |                            |                    |         |       |

### Final
A final ocorreu em 6 de agosto, às 20h50 (UTC+2).
| Pos.   | Atleta             | CON                | Tempo   | Notas                |
| ------ | ------------------ | ------------------ | ------- | -------------------- |
| 1      | Cole Hocker        | USA Estados Unidos | 3:27.65 | ,                    |
| 2      | Josh Kerr          | GBR Grã-Bretanha   | 3:27.79 | Recorde nacional     |
| 3      | Yared Nuguse       | USA Estados Unidos | 3:27.80 | Recorde pessoal      |
| 4      | Jakob Ingebrigtsen | NOR Noruega        | 3:28.24 |                      |
| 5      | Hobbs Kessler      | USA Estados Unidos | 3:29.45 | Recorde pessoal      |
| 6      | Niels Laros        | NED Países Baixos  | 3:29.54 | Recorde nacional     |
| 7      | Narve Gilje Nordås | NOR Noruega        | 3:30.46 | Recorde da temporada |
| 8      | Pietro Arese       | ITA Itália         | 3:30.74 | Recorde nacional     |
| 9      | Stefan Nillessen   | NED Países Baixos  | 3:30.75 | Recorde pessoal      |
| 10     | Neil Gourley       | GBR Grã-Bretanha   | 3:30.88 |                      |
| 11     | Timothy Cheruiyot  | KEN Quênia         | 3:31.35 |                      |
| 12     | Brian Komen        | KEN Quênia         | 3:35.59 |                      |
| Fonte: |                    |                    |         |                      |

Legenda
| Recorde mundial      | Recorde mundial (World record)               |                       | Recorde africano                      | Recorde africano (African) |                                           | Q | Classificado por posição (Qualified) |
| Recorde olímpico     | Recorde olímpico (Olympic record)            | Recorde da América    | Recorde da América (Americas)         | q                          | Classificado por melhor tempo (Qualified) |   |                                      |
| Melhor marca do ano  | Melhor marca do ano (World leading)          | Recorde asiático      | Recorde asiático (Asian)              | DNS                        | Não largou (Did not start)                |   |                                      |
| Recorde nacional     | Recorde nacional (National record)           | Recorde europeu       | Recorde europeu (European)            | DNF                        | Não terminou (Did not finish)             |   |                                      |
| Recorde pessoal      | Recorde pessoal do atleta (Personal best)    | Recorde da Oceania    | Recorde da Oceania (Oceania)          | DSQ / DQ                   | Desclassificado (Disqualified)            |   |                                      |
| Recorde da temporada | Recorde da temporada do atleta (Season best) | Recorde sul-americano | Recorde sul-americano (South America) | NM                         | Sem marca (No mark)                       |   |                                      |